# Зайцев, Василий Ефимович (прокурор)
Василий Ефимович Зайцев (1894 — 1957) — советский юрист, член тройки НКВД и прокурор Рязанской области, полковник юстиции.

## Биография
Из русской семьи крестьянина. Окончил сельскую школу в родном селе в 1905, и по январь 1915 был хлебопашцем в своём хозяйстве. С января 1915 по январь 1918 года служил в царской армии, как рядовой 261-го Ахульчинского полка, с января по апрель 1918 выборный начальник пулемётной команды этого полка на Турецком фронте.
С мая по август 1918 председатель сельсовета в родном селе, с ноября того же года член РКП(б). С августа 1918 по июнь 1919 член и заведующий отделом народного образования волостного исполнительного комитета в селе Кощеево. С июня по сентябрь 1919 был бойцом временного продотряда, затем «в эвакуации от белых банд» в Курской губернии. С октября 1919 по январь 1921 деловод, временно исполняющий должность военкома волостного и уездного военкоматов в селе Бемышево. С февраля по июнь 1921 заведующий волостным военным отделом деревни Трёхвятская в Елабужском кантоне. С июня 1921 по январь 1922 заведующий кантонным ППО и ОНО в Елабуге. В июне–декабре 1922-го член бюро, заведующий ОРГО Корочанского укома РКП(б). С декабря 1922 по июль 1923 заведующий УНО. С июля 1923 по март 1924 ответственный секретарь Корочанского уездного комитета РКП(б) в городе Короча.
С марта 1924 по январь 1928 старший помощник прокурора Курской губернии в Старом Осколе. С января 1928 по апрель 1929 слушатель Высших курсов юстиции в Москве. С мая 1929 по декабрь 1933 старший помощник прокурора, заместитель прокурора, прокурор ДВК в Хабаровске. С января 1934 по октябрь 1937 работал помощником прокурора РСФСР в Москве. Являлся прокурором Рязанской области с 28 сентября 1937 по 1938. Директивой НКВД СССР в декабре 1937 утверждён членом тройки Управления НКВД по Рязанской области. С декабря 1938 по июнь 1939 начальник сектора специальных судов НКЮ СССР в Москве. С июня 1939 по август 1941 член линейного суда железной дороги имени Ф. Э. Дзержинского там же. С августа 1941 по сентябрь 1942 заместитель председателя военного трибунала московского гарнизона МВО. С сентября 1942 по ноябрь 1944 член военного трибунала Авиации дальнего действия. С ноября 1944 по январь 1945 председатель военного трибунала отдельной гвардейской воздушно-десантной армии. С января 1945 по июнь 1946 заместитель председателя военного трибунала 18-й воздушной армии. С июня 1946 по июнь 1947 заместитель председателя военного трибунала Дальней авиации Вооружённых сил СССР. С июня 1947 по апрель 1948 слушатель Высших академических курсов высшего командного состава Красной армии при Военно-юридической академии. С  апреля по сентябрь 1948 член военного трибунала Дальней авиации МВС СССР. С сентября 1948 по сентябрь 1950 член коллегии военного трибунала Московского военного округа. С сентября 1950 по июнь 1955 в служебной заграничной командировке в ПНР. С июня 1955 в распоряжении Управления военных трибуналов МО СССР.